# Jack Dalrymple

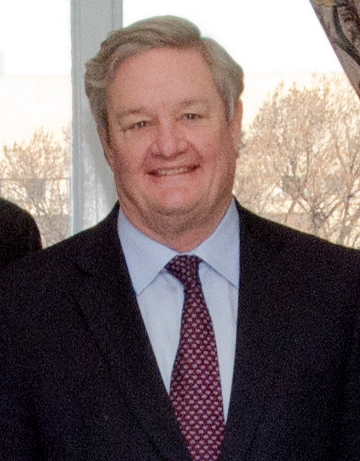
Jack Dalrymple (2012)

John „Jack“ Dalrymple (* 16. Oktober 1948 in Minneapolis, Minnesota) ist ein US-amerikanischer Politiker (Republikanische Partei). Dalrymple war vom 7. Dezember 2010 bis zum 15. Dezember 2016 Gouverneur von North Dakota. Zuvor hatte er seit Dezember 2000 das Amt des Vizegouverneurs in diesem Bundesstaat ausgeübt.

## Leben
Jack Dalrymple wuchs auf der Farm seiner Familie in Casselton (North Dakota) auf. Diese war 1875 als erste großflächige Weizenfarm im damaligen Dakota-Territorium angelegt worden. Er besuchte die Yale University und erwarb dort den Bachelor of Arts in Amerikanistik. Danach kehrte er nach North Dakota zurück und kümmerte sich um den Betrieb der Familienfarm. Außerdem arbeitete er für die Arbeitsmarktkommission von Casselton und war Mitbegründer einer Einrichtung zur Behandlung von ehemaligen Alkohol- und Drogenabhängigen. 1983 wurde er als herausragendster Jungfarmer in den Vereinigten Staaten ausgezeichnet.
Seine politische Laufbahn begann mit dem Einzug in das Repräsentantenhaus von North Dakota, dem er ab 1985 acht Legislaturperioden lang angehörte. Zwischenzeitlich bewarb er sich 1992 in einer Nachwahl um das Mandat des verstorbenen US-Senators Quentin N. Burdick, unterlag aber dem Demokraten Kent Conrad deutlich. Im Jahr 2000 wurde er dann als Running Mate von John Hoeven zum Vizegouverneur seines Staates gewählt; gemeinsam mit diesem wurde er 2004 und 2008 jeweils im Amt bestätigt.
Gouverneur Hoeven kandidierte bei der Senatswahl im November 2010 erfolgreich für die Nachfolge des nicht mehr antretenden Demokraten Byron Dorgan und übernahm im Januar 2011 sein Mandat in Washington, D.C. Wie geplant übergab er das Gouverneursamt im Dezember 2010 an seinen bisherigen Stellvertreter Dalrymple. Dieser benannte den ehemaligen Bundesstaatsanwalt Drew Wrigley zu seinem eigenen Nachfolger als Vizegouverneur. Im Jahr 2012 wurde Dalrymple dann bei der regulären Gouverneurswahl in diesem Amt bestätigt. Im Jahr 2016 verzichtete er aus privaten Gründen auf eine weitere Kandidatur und seine Amtszeit endete Mitte Dezember 2016. Zu seinem Nachfolger wurde Doug Burgum gewählt.
Jack Dalrymple ist verheiratet und hat vier Töchter.